# Mean Girl (album)
Mean Girl è un album rarità del gruppo inglese Status Quo, uscito nel 1979.

## Il disco
L'album contiene brani incisi dagli Status Quo nel biennio 1970-1971, nella fase di ricerca sonora che li conduce all'aggancio col genere hard boogie rock.

## Tracce
Lato A
1. Mean Girl - 3:53 - (Rossi/Young)
2. Need Your Love - 4:46 - (Rossi/Young)
3. Down the Dustpipe - 2:01 - (Groszman)
4. Nanana - 2:23 - (Rossi/Young)
5. Something Going on My Head - 4:44 - (Lancaster)

Lato B
1. Tune to the Music - 3:06 - (Rossi/Young)
2. Doughter - 3:00 - (Lancaster/Rossi/Young)
3. Lakky Lady - 3:14 - (Rossi)
4. Everything - 2:37 - (Rossi/Parfitt)
5. Railroad - 5:29 - (Rossi/Young)

## Formazione
- Francis Rossi (chitarra solista, voce)
- Rick Parfitt (chitarra ritmica, voce)
- Alan Lancaster (basso, voce)
- John Coghlan (percussioni)
- Roy Lynes (tastiere)